# 名刺入れ

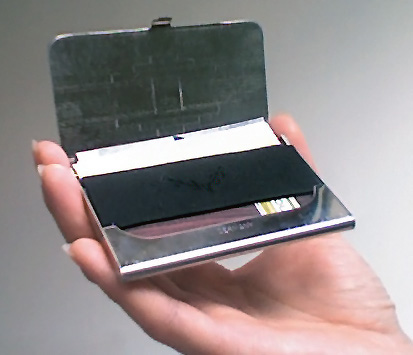
金属製の名刺入れ

名刺入れ（めいしいれ）とは、名前の通り名刺を複数枚携帯するための入れ物である。類似名として「名刺ケース」とも呼ばれている。

## 概要
最近では「カードケース」と言う名称で販売・紹介されている事もあるが、本来「カードケース」とはクレジットカードやポイントカード、会員券などをしまうケースとして使うため蛇腹になっているものや個別のポケットがいくつも入っているものを言う。
英語では通常「Business Card Case」と表記される。「Card Case」だけでは意味合いが異なる。

## 材質と色
材質は布・アルミ・鉄・ステンレス・皮・合皮、またそれぞれの材質の複合利用など多岐にわたる。また、色も黒・灰色・茶・白など様々な色が用いられる。

## 機構
蓋が出来るようになっているものが一般的である。材質などにより細部は異なるが、スムーズに名刺を出し入れできるように過度なギミック等を排した簡素なつくりになることが多い。大きさは一般的に名刺サイズより一回り大きい程度の概観を持つが、サイズ（幅、高さ）に規程は無く特異な形をしたものも存在する。

## 仕様用途
ビジネスの場において名刺交換の際に利用される場合と名刺を保管する場合に使用されるケースがある。一般的に名刺交換の際は名刺入れより自分の名刺を出し、相手と交換、最終的に相手の名刺を入れる。これは自己の名刺が折れ曲がったり汚れることを防ぎ、同時に相手の名刺を保管するために利用される。名刺を保管する場合、交換用と異なり保存枚数が多いタイプの名刺入れ（単なるケースやホルダーではなくファイル）が用いられることもあり、運用方法は個人により異なる。先述のカードケースに保管される場合、デジタル化される場合もあり一概に名刺入れに保管されるわけではない。また、日本では、名刺入れを「相手からいただいた名刺のお盆」と見立て、うやうやしく置く習慣がある。

### 官公庁の名刺入れ
日本の官公庁では1990年代後半から、入札に関わる情報漏洩を防ぐため、関連部署の入口などに名刺入れ（箱やトレイ）を置き、営業担当者が無断で事務室内に立ち入らない措置を取るようになった。

## 問題点
大型などの特殊サイズやCDやICチップ入りの特殊素材の名刺が配布されることもあり、そういったものを収納する対応は遅れている。